# Wereldkampioenschap rally in 1995
Het Wereldkampioenschap rally in 1995 was de drieëntwintigste jaargang van het Wereldkampioenschap rally (internationaal het World Rally Championship), georganiseerd door de Fédération Internationale de l'Automobile (FIA).